# Ira (Vorname)
Ira ist ein sowohl männlicher als auch weiblicher Vorname.

## Herkunft und Bedeutung

### Männlicher Vorname
Der männliche Vorname עִירָא ʿîrāʾ ist hebräischen Ursprungs. Es handelt sich dabei entweder um einen morphologischen Vorläufer von *ʿīr (von עַיִר ʿajir) mit der hypokrostischen Endung -ā oder dem aramäischen Artikel und bedeutet „[das] Eselsfüllen“.

### Weiblicher Vorname
→ Hauptartikel: Irene
Beim weiblichen Vornamen Ира Ira handelt es sich um eine russische Koseform von Irina.

## Verbreitung
Als männlicher Vorname ist Ira vor allem in den USA verbreitet. Dort war er vor allem im ausgehenden 19. und beginnenden 20. Jahrhundert beliebt. Im Laufe der Jahre wurde der Name immer seltener vergeben. Zwischen 1993 und 2015 zählte er nicht mehr zu den 1.000 beliebtesten Jungennamen des Landes. Zuletzt ließ sich ein leichter Anstieg der Popularität verzeichnen (Rang 808, Stand 2021).
In Deutschland wird der Name Ira nur sehr selten vergeben, er kommt jedoch häufiger als Frauenname vor.

## Bekannte Namensträger und -innen

### Biblische Namensträger
- Ira, Priester von König David (2 Sam 20,26 EU)
- Ira der Thekoiter, Held Davids (2 Sam 23,26 EU u. ö.)
- Ira der Jethriter, Held Davids (2 Sam 23,38 EU u. ö.)

### Männlich
- Ira Coray Abbott (1824–1908), US-amerikanischer Brevet-Brigadegeneral
- Ira Aldridge (1807–1867), afroamerikanischer Schauspieler
- Ira Allen (1751–1814), einer der Gründer des US-Bundesstaates Vermont
- Ira Berlin (1941–2018), US-amerikanischer Historiker
- Ira B. Bernstein (1924–2024), US-amerikanischer Physiker
- Ira S. Bowen (1898–1973), US-amerikanischer Astronom und Astrophysiker
- Ira Joy Chase (1834–1895), US-amerikanischer Politiker
- Ira Coleman (* 1956), US-amerikanischer Jazzbassist
- Ira Clifton Copley (1864–1947), US-amerikanischer Zeitungsverleger und Politiker
- Russell Ira Crowe (* 1964), australisch-neuseeländischer Schauspieler
- Joseph Ira Dassin, bekannt als Joe Dassin (1938–1980), französischer Chanson-Sänger
- Ira Davenport (1841–1904), US-amerikanischer Politiker
- Ira Davenport (1887–1941), US-amerikanischer Sprinter und Mittelstreckenläufer
- Ira Eratus Davenport (1839–1911), US-amerikanischer Magier, siehe Gebrüder Davenport
- Ira W. Drew (1878–1972), US-amerikanischer Politiker
- Ira C. Eaker (1896–1987), General der United States Air Force
- Ira Allen Eastman (1809–1881), US-amerikanischer Politiker
- Arthur Ira Garfunkel, bekannt als Art Garfunkel (* 1941), US-amerikanischer Musiker
- Ira Gershwin (1896–1983), US-amerikanischer Liedtexter
- Ira Gitler (1928–2019), US-amerikanischer Jazzkritiker, -journalist und -historiker
- Ira Glass (* 1959), US-amerikanischer Produzent, Hörfunk- und Fernsehmoderator
- Ira D. Gruber (* 1934), US-amerikanischer Militärhistoriker
- Ira Harris (1802–1875), US-amerikanischer Jurist und Politiker
- Ira Hayes (1923–1955), US-amerikanischer Soldat
- Ira Sherwin Hazeltine (1821–1899), US-amerikanischer Politiker
- Ira G. Hersey (1858–1943), US-amerikanischer Politiker
- Ira Herskowitz (1946–2003), US-amerikanischer Genetiker
- Ira Michael Heyman (1930–2011), US-amerikanischer Rechtswissenschaftler und Hochschullehrer
- Ira Katznelson (* 1944), US-amerikanischer Politologe und Historiker
- Ira La Rivers (1915–1977), US-amerikanischer Entomologe und Biologe
- Ira Levin (1929–2007), US-amerikanischer Drehbuchautor und Schriftsteller
- Ira Louvin (1924–1965), Gospel- und Country-Musiker, siehe Louvin Brothers
- Alvin Ira Malnik (* 1932), US-amerikanischer Anwalt, Geschäftsmann und Unternehmer
- Ira Morgan (1889–1959), US-amerikanischer Kameramann
- Ira Murchison (1933–1994), US-amerikanischer Leichtathlet
- Ira Newborn (* 1949), US-amerikanischer Filmkomponist
- Ira Pettiford (≈1916–1982), US-amerikanischer Jazzmusiker
- Ira Remsen (1846–1927), US-amerikanischer Chemiker
- Ira Rennert (* 1934), US-amerikanischer Unternehmer
- Ira E. Rider (1868–1906), US-amerikanischer Jurist und Politiker
- Ira Washington Rubel († 1908), Erfinder des Offsetdrucks
- Ira Sachs (* 1965), US-amerikanischer Filmregisseur
- Ira D. Sankey (1840–1908), US-amerikanischer Sänger und musikalischer Leiter
- Ira Schneider (1939–2022), US-amerikanischer Fotograf, Video-, Installations- und Medienkünstler
- Ira Schulman (1926–2008), US-amerikanischer Jazzmusiker und Musikpädagoge
- Ira Sullivan (1931–2020), US-amerikanischer Jazzmusiker und Komponist des Hardbop
- Ira Wallach (1913–1995), US-amerikanischer Autor und Drehbuchautor
- Ira Webb (1899–1971), US-amerikanischer Filmproduzent, Regisseur, Artdirector und Szenenbildner
- Ira Wohl (* 1944), US-amerikanischer Dokumentarfilmer und Filmeditor
- Ira David Wood III (* 1947), US-amerikanischer Regisseur und Schauspieler
- Ira W. Wood (1856–1931), US-amerikanischer Politiker
- Ira William Zartman (1932–2025), US-amerikanischer Konfliktforscher

### Weiblich
- Ira Atari (* 1977), deutsche Musikerin
- Ira von Fürstenberg (1940–2024), Schauspielerin und Schmuckdesignerin
- Ira Lember (1926–2025), estnische Schriftstellerin und Kinderbuchautorin
- Ira Losco (* 1981), maltesische Sängerin
- Ira Malaniuk (1919–2009), österreichische Opernsängerin
- Ira May (* 1987), Schweizer Soulsängerin
- Ira Mazzoni (* 1960), deutsche Kunsthistorikerin, Fachjournalistin und Architekturkritikerin
- Ira von Mellenthin (1964–2004), deutsche Journalistin, Kolumnistin und Autorin
- Ira Oberberg (* 1918), deutsche Filmeditorin
- Ira ad Sol, Pseudonym von Eleonore Kalkowska (1883–1937), polnisch-deutsche Schriftstellerin und Schauspielerin
- Ira Spieker (* 1961), deutsche Kulturanthropologin, Ethnologin und Hochschullehrerin
- Ira Wilhelm (* 1962), deutsche Übersetzerin und Literaturwissenschaftlerin